# Oswaldia glauca
Oswaldia glauca är en tvåvingeart som beskrevs av Hiroshi Shima 1991. Oswaldia glauca ingår i släktet Oswaldia och familjen parasitflugor. Inga underarter finns listade i Catalogue of Life.